# Ида (Швабия)
Вижте пояснителната страница за други личности с името Ида.
Ида (Ита) Швабска (на немски: Ida (Ita) von Schwaben; * ок. 930/932; † 17 май 986) от династията на Конрадините, е принцеса от Швабия и чрез женитба херцогиня на Швабия от февруари 950 до 954 г.

## Биография
Тя е единственото дете на швабския херцог Херман I († 949) и неговата съпруга Регелинда от Цюрихгау († 958).
Ида е сгодена през 939 г. за Лиудолф (* 930 или 931; † 957) от род Лиудолфинги, най-големият син на император Ото I Велики, и се омъжва за него на 27 октомври 947 или на 7 април 948 г. Той е полубрат на император Ото II.
През 956 г. Ото Велики дава на Лиудолф управлението на Италия. След една година той се разболява и умира на 6 септември 957 г. в Италия. Ида живее още 30 години след него и умира на 17 май 986 г.

## Деца
Ида и Лиудолф имат децата:
- Матилда (* 949; † 5 ноември 1011), от 971 абатеса на манастир Есен
- Ото I от Швабия и Бавария (* 954; † 31 октомври 982), 973 херцог на Швабия, 980 херцог на Бавария
- вер. Рихлинда (* 948; † сл. 1007), омъжена за граф Куно от Йонинген (920 – 997), от 982 г. като Конрад I херцог на Швабия